# Själevads och Arnäs domsagas tingslag
Själevads och Arnäs domsagas tingslag var ett tingslag i Västernorrlands län vars område låg i den mellersta delen av landskapet Ångermanland kring Moälven och norr om staden Örnsköldsvik i nuvarande Örnsköldsviks kommun. Tingsstället låg i Brösta
Själevads och Arnäs bildades 1906 genom att överta verksamheten från Själevads tingslag och Arnäs tingslag. Tingslagets verksamhet överfördes 1930 till Ångermanlands norra domsagas tingslag. 
Tingslaget hörde till Själevads och Arnäs domsaga som bara omfattade detta tingslag. 

## Socknar
Själevads och Arnäs tingslag omfattade sju socknar.

Hörde före 1906 till Arnäs tingslag
- Arnäs
- Gideå
- Trehörningsjö
- Grundsunda som under perioden 1811-1840 bildade ett eget tingslag

Hörde före 1906 till Själevads tinglag
- Björna
- Mo
- Själevad